# Pivalinsäure
Pivalinsäure ist eine verzweigte, kurzkettige Carbonsäure aus der Gruppe der vier isomeren Pentansäuren, sowie die einfachste Koch-Säure (tertiäre gesättigte Monocarbonsäuren).

## Darstellung
Synthetisch kann Pivalinsäure durch Oxidation von Pinacolon, durch Grignard-Reaktion aus tert-Butylchlorid (untere Darstellung) oder durch die Koch-Reaktion aus 2-Methylpropen (Isobuten), Kohlenstoffmonoxid und Wasser erhalten werden:

Reaktion von t-Butylmagnesiumbromid mit Kohlendioxid zu Pivalinsäure

Herstellung von Pivalinsäure durch die Koch-Reaktion. R^{1}, R^{2} = CH_{3}

## Eigenschaften
Die Pivalinsäure bildet farblose, nadelförmige Kristalle von stechendem Geruch, die sich wenig in Wasser, aber gut in Ethanol und Diethylether lösen. Durch sterische Effekte auf das Molekül weist Pivalinsäure im Vergleich zu anderen Valeriansäuren einige besondere Eigenschaften auf, z. B. ist die Esterbildung bzw. die Hydrolyse der Pivalinsäureester erheblich erschwert.

## Verwendung
Pivalinsäure wird zur Herstellung von Polyvinylestern (Vinylpivalat) und pharmazeutischen Präparaten verwendet. Dabei nutzt man den Effekt der sterischen Hemmung durch Einsatz von Estern medizinisch wirksamer Substanzen aus, die dann im Organismus nur langsam gespalten und resorbiert werden, wie z. B. Testosteronpivalat. Weiterhin wird Pivalinsäure als Co-Katalysator in Palladium-katalysierten Reaktionen (zumeist C-H Aktivierungsreaktionen) verwendet.

## Sicherheitshinweise
Pivalinsäure ist brennbar, die Zündtemperatur liegt bei ca. 500 °C, der Flammpunkt im geschlossenen Tiegel bei 64 °C. Die Säure reizt Augen, Atemwege, Schleimhäute und Haut und kann auch über die Haut resorbiert werden.